# Андреев, Павел Николаевич
Павел Николаевич Андреев — российский учёный в области ветеринарии, специалист по болезням свиней.
Родился 14 (26) июля 1872 г. в г. в Смоленске в семье военного врача. Среднее образование получил в Ташкентской гимназии, на с/х отделении Красноуфимского реального училища и в Нижегородском реальном училище.
В 1893 г. поступил в Харьковский ветеринарный институт. В 1897 г. его окончил и как отличник был оставлен ассистентом бактериологической и гигиенической лаборатории, где работал под руководством профессора А. А. Раевского.
В январе 1900 г. защитил диссертацию на ученую степень магистра ветеринарных наук по теме «К биологии контагия и вакцин сибирской язвы (химико — бактериологические исследования биологических свойств возбудителя»).
С декабря 1900 г. ветврач-консультант Комитета Московской скотопромышленной и мясной биржи. В 1901—1904 гг. от МВД командирован в Англию, Австрию, Германию, Голландию, Францию и Швецию. После возвращения назначен помощником заведующего Петербургской ветеринарной бактериологической лабораторией (С. Н. Павлушкова) и заведующим отделом по приготовлению лечебных сывороток. Работал в этих должностях до 1916 года.
С сентября 1907 по март 1910 г. в командировке в Германии в Институте инфекционных болезней имени Р. Коха, в Высшей ветеринарной школе, в Гигиеническом институте (Берлин), на Сельскохозяйственной опытной станции (Берн).
С 1916 г. работал на кафедре бактериологии Донского ветеринарного института в Новочеркасске, где организовал лабораторию по изготовлению биопрепаратов.
В 1920 г. назначен директором Каяльской противочумной станции и Донского ветеринарно-бактериологического института.
С 1926 г. работал в Государственном институте экспериментальной ветеринарии, где в разные периоды занимал различные должности — заведовал отделом микробиологии, лабораторией по изучению болезней птиц, лабораторией по изучению болезней свиней. Зам. директора по научной части (1928—1931). По совместительству зав. кафедрой общей микробиологии Московского ветеринарно-зоотехнического института (1927—1931).
В 1931 г. арестован по делу «вредителей-микробиологов». Без приговора суда был сослан в Казахстан, где работал зав. бактериологическим отделением Акмолинской санитарной лаборатории (1931—1934).
После возвращения -учёный консультант микробиологического отдела (1934—1936) и заведующий отделом по изучению инфекционных болезней свиней (1936—1941) Всесоюзного института экспериментальной ветеринарии (ВИЭВ).
С 1942 по 1944 г. в эвакуации, работал заместителем директора по научной части и . заместителем директора по научной части и заведующим эпизоотическим отделом Киргизского научно-исследовательского ветеринарного института. В 1944 г. вернулся на должность заведующего отделом инфекционных болезней свиней ВИЭВ.
Умер 9 июля 1949 г. в Москве.
Заслуженный деятель науки РСФСР.
Сочинения:
- К биологии контагия и вакцин сибирской язвы / (Из Бактериол. и Гигиенич. лабораторий Харьковск. вет. ин-та); [Соч.] П.Н. Андреев. — Харьков: тип. А. Дарре, 1898. — [2], 117 с.
- Болезни свиней инфекционного характера / П. Н. Андреев. — 2-е изд. — М. : Сельхозгиз, 1937. — 631 с.
- Инфекционные болезни свиней: монография / П. Н. Андреев. — 3-е изд., перераб. и доп. — М. : Сельхозгиз, 1948. — 471 с.
- Инфекционные болезни свиней: Руководство для вет. врачей и специалистов по свиноводству / заслуж. деятель науки проф. П. Н. Андреев, д-р вет. наук К. П. Андреев. — 4-е изд. — М.: Сельхозгиз, 1954. — 556 с.
- Infekční nemoci prasat [Текст] / P. N. Andrejev ; Přel. ing. Jaroslav a Lena Kolouškovi. — 2-hé vyd. — Praha: Státní zemědělské nakl., 1953. - 363 P. — (Zemědělská věda).